# Toile de la transition agricole et agroalimentaire
La Toile de la transition agricole et agroalimentaire est une représentation de l’écosystème agricole d’un territoire et un outil d'aide à la décision en matière de stratégie alimentaire. Véritable outil révélateur d'opportunités, la toile s’inspire de la Toile industrielle, et de la Toile énergétique.

## Description
Dévoilée en 2021, la Toile de la transition agricole et agroalimentaire, a été conçue par l’Agence d’urbanisme et de développement de la région Flandre-Dunkerque (AGUR). Il s’agit d’une représentation des principaux échanges et relations qu’ont développés les industries agroalimentaires et les agriculteurs implantés sur le bassin d’emploi de Dunkerque. Leurs échanges avec les grands marchés internationaux, les filières locales, les ports et les sous-traitants sont représentés par des flèches de couleurs. Ainsi, la toile synthétise les informations sur les flux et leurs gestionnaires ainsi qu’un grand nombre de données quantitatives et qualitatives nécessaires à la compréhension globale de l’écosystème. La Toile de la transition agricole et agroalimentaire accompagne les décisions politiques en représentant des simulations d'impacts sur les écosystèmes industriels et en identifiant les forces et faiblesses des filières existantes.
Depuis la création de la première toile, cette approche s’est largement développée sur d’autres territoires, portée principalement par les agences d’urbanismes telles que celles du Havre, Saint-Nazaire, Grenoble, Besançon…

## Objectifs
Inspirée de la Toile industrielle et de la méthodologie proposée par Joël de Rosnay dans Le Macroscope, la Toile de la transition agricole et agroalimentaire est une représentation systémique du tissu agricole et industriel d'un territoire, visant à construire une culture commune et à aider à la décision. Elle s’adresse notamment aux acteurs économiques des territoires en leur fournissant un état des lieux et une vision globale des flux structurants du secteur agroalimentaire. À Dunkerque, la toile vise à contribuer à la réalisation de stratégies alimentaires de la Communauté Urbaine de Dunkerque ainsi qu’à la politique agricole et au développement rurale de la Communauté de Communes des Hauts-de-Flandre.
En outre, grâce à une connaissance fine des relations entre les agriculteurs, les filières et agro-industries,  la toile permet de mettre en avant des opportunités comme la valorisation des déchets agricoles en biométhane et d’identifier des points de fragilité sur les territoires en lien avec les enjeux agricoles tel que le développement des circuits courts.